# Zampone di Modena

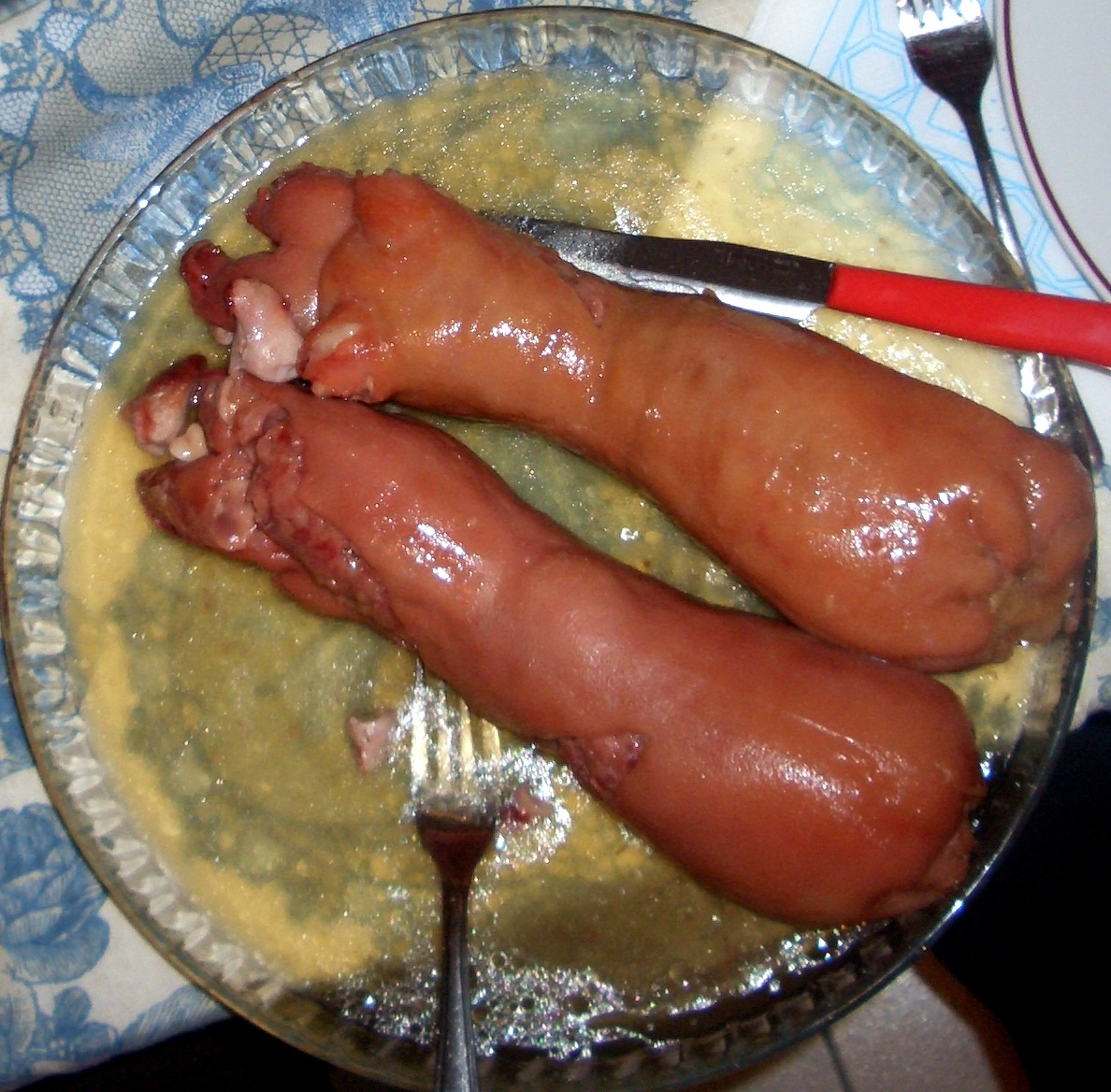
Zampone di Modena.

El zampone di Modena es un salume (fiambre) con Indicación Geográfica Protegida (IGP).
Se produce con una mezcla de carne de cerdo, embutida en un envoltorio con forma de manita de cerdo. Tiene una textura firme, uniforme y un color rosa brillante tirando a rojo.
La tradición sitúa su origen a principios del siglo XVI en Mirandola. Se produce en Mantova, Cremona y algunas otras zonas del norte de Italia.
Desde 1991 el pueblo de Castelnuovo Rangone en la provincia de Módena tiene el récord del mundo, inscrito en el Libro Guinness de los Récords, del zampone más grande del mundo: en el 2000 alcanzó un peso de 450 kg.

## Denominación de origen
Desde 1999, el Zampone Modena es una denominación de origen protegida (PDO) reconocida ante la Unión Europea. A nivel internacional, cuenta con registro como denominación de origen, conforme al Sistema de Lisboa, ante la Organización Mundial de la Propiedad Intelectual, desde el 5 de mayo de 2014.